# Kaplica Świętej Rodziny i klasztor Franciszkanek Rodziny Maryi we Lwowie
Kaplica Świętej Rodziny i klasztor Franciszkanek Rodziny Maryi we Lwowie – jest położony przy ul. M. Łysenki 45 (ukr. Лисенка М., 45; przed 1945 – ul. Kurkowa).

## Historia
W 1886 w miejscu obecnej kaplicy hrabina Karolina Raczyńska ufundowała klasztor karmelitanek bosych. W latach 1888–1890 dla potrzeb nowego zgromadzenia przebudowano dwa znajdujące się na działce budynki na klasztor oraz wybudowano kaplicę. W 1895 karmelitanki przeniosły się do nowej siedziby na Kastelówce a ich dotychczasowy klasztor przejęły w 1897 siostry franciszkanki Rodziny Maryi, zgromadzenie założone w 1857 Poznaniu przez arcybiskupa Zygmunta Szczęsnego Felińskiego. W 1946 franciszkanki wyjechały ze Lwowa a w ich klasztorze umieszczono szpital zakaźny, funkcjonujący do dziś. W 1998 z inicjatywy pracowników szpitala nieczynną kaplicę wyremontowano i przywrócono do funkcji sakralnej jako greckokatolicką kaplicę św. św. Kosmy i Damiana.

## Architektura

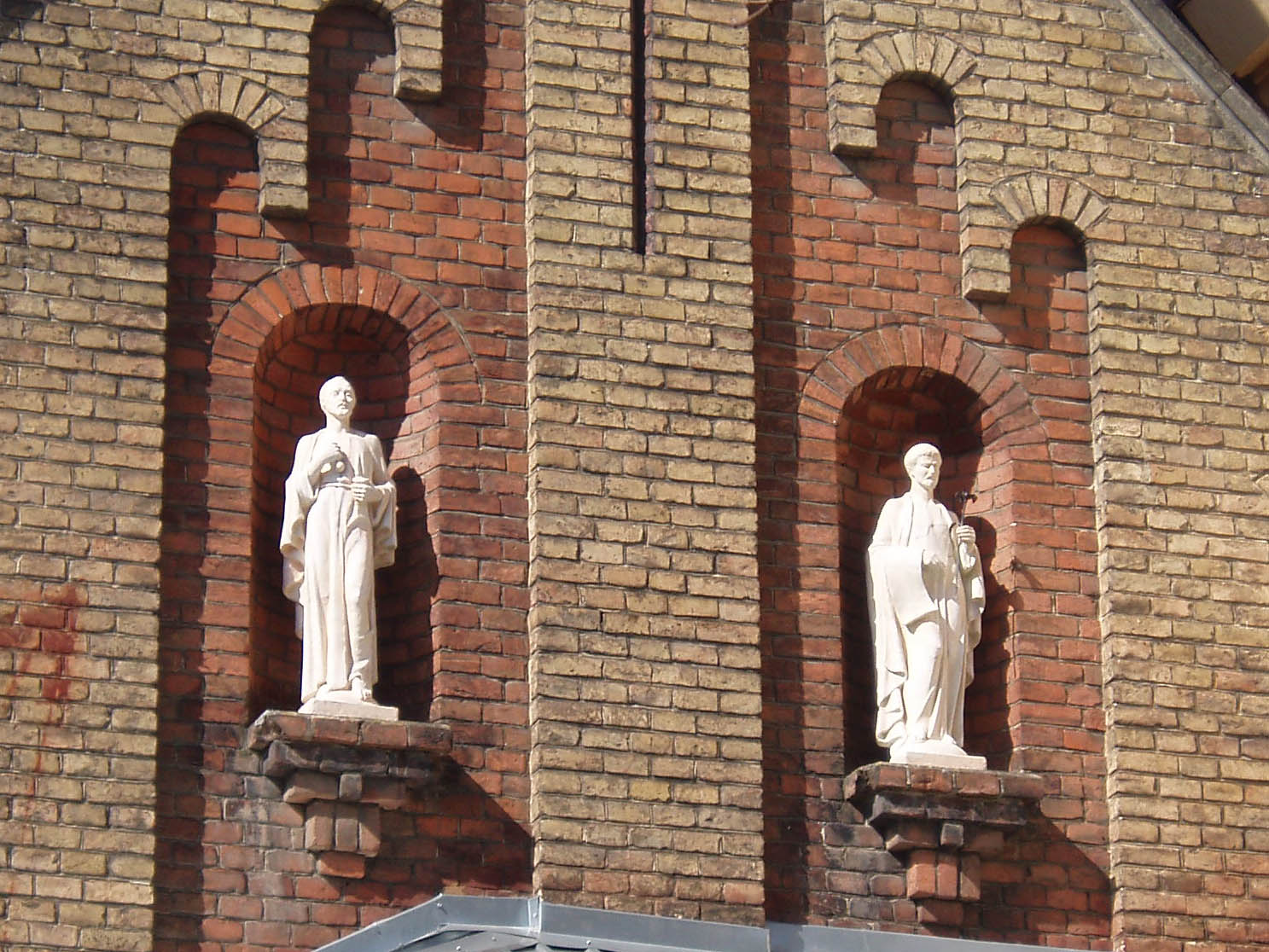
Figury patronów kaplicy na jej fasadzie

Kaplica została wybudowana w stylu neoromańskim z czerwonej cegły według projektu architekta Józefa Kajetana Janowskiego. Elewacje kaplicy są zwieńczone trójkątnymi szczytami i dekorowane lizenami i fryzem arkadowym. Na dachu znajduje się sygnaturka pokryta miedzianą blachą. Na początku XXI w. pomalowano wnętrze kaplicy (B. Вalicki, J. Gerega).
Do kaplicy przylega budynek byłego klasztoru składający się z dwóch skrzydeł, starszego (z końca XIX w.) i nowszego (z początku XX w.)